# Famoxadon
Famoxadon ist eine racemische chemische Verbindung aus der Gruppe der Hydrazinderivate, Oxazolidinone und Diphenylether.

## Gewinnung und Darstellung
Die chemische Reaktion von 2-(4-Phenoxyphenyl)lactat mit einer Mischung von Phenylhydrazin und 1,1'-Carbonyldiimidazol in Dichlormethan liefert Famoxadon.

## Eigenschaften
Famoxadon ist ein in Wasser praktisch unlöslicher Feststoff.

## Verwendung
Famoxadon wird als Wirkstoff in Pflanzenschutzmitteln verwendet. Es ist ein Fungizid, welches durch Hemmung des mitochondrialen Elektronentransportes wirkt.

## Zulassungsstatus
Die Zulassung von Famoxadon als Wirkstoff in Pflanzenschutzmitteln ist in der EU am 9. September 2021 ausgelaufen. In Deutschland, Österreich und in der Schweiz sind keine Pflanzenschutzmittel mehr im Handel, die Famoxadon als Wirkstoff enthalten.